# Die Vorstadtkrokodile
Die Vorstadtkrokodile ist ein Fernsehfilm von Wolfgang Becker aus dem Jahr 1977 nach dem Kinderbuch Vorstadtkrokodile von Max von der Grün. Die Erstausstrahlung fand am 25. Dezember 1977 im Abendprogramm des Deutschen Fernsehens statt, eine Wiederholung in zwei Teilen am 3. und 4. Januar 1978 im Nachmittagsprogramm.

## Handlung
Die Vorstadtkrokodile – sich selbst auch als Krokodiler bezeichnend – sind eine Bande von Kindern, deren Eltern vorwiegend aus einfachen Verhältnissen stammen. Handlungsorte sind im Wesentlichen der Ortsteil Bracht und umliegende Ortschaften in der niederrheinischen Gemeinde Brüggen.
Die Bande hat sich ein Lager nach Art eines Baumhauses in einem wohnortnahen Wäldchen eingerichtet, ist ansonsten viel mit ihren Fahrrädern unterwegs und fordert von neuen Mitgliedern eine gefährliche Mutprobe: Deshalb muss der zehnjährige Hannes auf das Dach eines alten Ziegeleigebäudes klettern.
Mit dieser Szene beginnt der Film. Hannes rutscht beim Wiederabstieg auf dem Dach ab und kann sich in schwindelnder Höhe gerade noch an der maroden Dachrinne festhalten. Aus dieser gefährlichen Lage können ihn die Bandenmitglieder nicht selbst befreien – die einzige Leiter zur Rettung ist viel zu kurz – und suchen das Weite. Die dramatische Situation wird jedoch von Kurt, der auf einen Rollstuhl angewiesen ist, von zu Hause aus durch sein Fernrohr beobachtet. Kurt ruft die Feuerwehr, die Hannes auch gerade noch rechtzeitig rettet.
Hannes’ Vater gibt ihm Stubenarrest und schickt ihn zu Kurt, bei dem er sich bedanken soll. Dabei kommt das Gespräch auf eine Einbruchsserie, die seit einiger Zeit das Wohngebiet beunruhigt. Doch um das Thema zu vertiefen, bleibt im Augenblick keine Zeit.
Nachdenklich geworden, möchte Hannes Kurt auch mit den übrigen Krokodilern in Kontakt bringen und nimmt ihn zur Waldhütte mit. Doch der Rollstuhlfahrer wird zunächst von der Bande, die dem Wortführer Olaf folgt, strikt abgelehnt – nur Maria zeigt etwas Interesse. Sie und Hannes ermöglichen in Abwesenheit der anderen mit vereinten Kräften Kurt den Aufstieg ins Baumhaus.
Tags darauf finden die Krokodiler die Hütte abgerissen vor – der Forstverwaltung war sie ein Dorn im Auge. Kurt, zu dem Hannes und Maria mittlerweile einen guten Kontakt haben, schlägt den Krokodilern vor, ein neues Lager auf dem Gelände der alten Ziegelei einzurichten, und sein Vorschlag wird angenommen. Er hat die Krokodiler wohl gezielt auf das Gelände gelenkt – Kurt hat nachts durch sein Fernrohr einen der Einbrüche beobachtet, von denen zu dieser Zeit viel die Rede ist, und vermutet in der Ziegelei das Lager der Diebe, was er aber zunächst für sich behält. Kaum auf dem Gelände angekommen, macht er sich auf die Suche. Seine Vermutung bestätigt sich bald: Als er einen abschüssigen Gang herabstürzt, aus dem er nicht mehr aus eigener Kraft herauskommt, findet er das Versteck. Das Diebesgut ist tatsächlich auf dem Gelände der alten Ziegelei gelagert.
Die Krokodiler, die Kurt schließlich aus seiner misslichen Lage befreien, beginnen nun natürlich über die Täter zu spekulieren. Der Verdacht der Erwachsenen hat sich längst auf das Ausländerquartier in der Nähe gerichtet, Kurt aber hat drei junge Männer mit Mopeds beobachtet und hegt den Verdacht, dass Egon, der ältere Bruder des Krokodilers Frank, zu den Einbrechern gehört, äußert dies jedoch zunächst nur vage, was aber zu Spannungen zwischen Frank und Kurt führt. Allerdings ist die Stimmung innerhalb der Gruppe inzwischen zugunsten Kurts umgeschlagen, so dass sich nun Frank zunehmend ausgegrenzt fühlt.
In der Annahme, dass die Diebe, beunruhigt durch die Anwesenheit der Kinder auf dem Ziegeleigelände, ihre Beute auf die Seite schaffen wollen, lauern die Krokodiler den Einbrechern an der Ziegelei auf. Dazu wählen sie bewusst den Tag des großen Schul- und Vereinsfestes, weil sich nach ihrer Meinung die Einbrecher dann am sichersten fühlen. Tatsächlich tauchen sie auch auf dem Gelände auf – allerdings ebenso die Ausländerkinder, die die Gelegenheit wahrnehmen und aus dem schon halb beladenen Fahrzeug der Einbrecher das Diebesgut ein zweites Mal stehlen.
Die Krokodiler geraten damit in einen Gewissenskonflikt: Einerseits wollen sie Egon nicht verraten, weil sie sich Frank gegenüber verpflichtet fühlen, andererseits geraten nun die Ausländerkinder ins Visier der Polizei und der Presse, da bei ihnen Teile des Diebesgutes gefunden werden. Auch Kurts Eltern lehnen es zunächst ab, Egon anzuzeigen, da Egons Vater ein wichtiges Mitglied der Gemeindeverwaltung ist. So machen die Krokodiler der Polizei gegenüber zunächst nur unvollständige Angaben. Als aber Egon Kurt tätlich angreift und verletzt, will Kurts Vater nun doch Strafanzeige erstatten. Kurt verhindert dies auf dem Polizeirevier gerade noch, erfährt aber bei dieser Gelegenheit, dass die wirklichen Einbrecher über deren Fahrzeug ermittelt werden konnten.
Egon wird verhaftet und Frank versöhnt sich schließlich wieder mit Kurt. In der bewegenden Schlussszene des Films muss der Schauplatz der dramatischen Geschehnisse, die alte Ziegelei, Sanierungsvorhaben weichen (Zitat: „Sanierung? Was’n das?“ – „Sanierung ist, wenn alles abgerissen wird.“) und wird unter den Augen der versammelten Krokodiler gesprengt.

## Themen/Probleme

### Kurts Behinderung
Max von der Grün lag dieses Thema besonders am Herzen, er hatte das Buch Vorstadtkrokodile seinem eigenen behinderten Sohn gewidmet.
Kurt ist den Krokodilern gegenüber zwar körperlich benachteiligt, handelt aber stets besonnen und ist ihnen in geistiger Reife und Bildung weit voraus. Er wird anfangs ausschließlich verächtlich und ablehnend behandelt und käme aus dieser Position auch nicht heraus, wenn er nicht zufällig den Anstoß zu der Suche nach den Dieben hätte geben können. Allerdings rührt diese Ablehnung in erster Linie von der Unsicherheit im Umgang mit dem Andersartigen her. Eine Schlüsselszene ist die Befangenheit der Krokodiler gegenüber Kurt, als er Wasser lassen muss, wozu er auf fremde Hilfe angewiesen ist.
Auch von Erwachsenen wird er mitunter eher als Störfaktor empfunden; ein extremes Beispiel ist der Besitzer des Minigolfplatzes, der Kurt die Benutzung des Platzes untersagen will, weil die Räder seines Rollstuhls angeblich den Rasen ruinieren. Hier zeigt sich aber wiederum der Zusammenhalt unter den Krokodilern, welche sich – einschließlich Egons! – gegen den Minigolfplatzbesitzer solidarisieren. Dies ist eine weitere Schlüsselszene: Die zu Beginn so distanzierten Krokodiler setzen sich nunmehr für Kurt ein wie für einen der ihren.

### Das „starke Geschlecht“ Frau
Maria ist eine starke Persönlichkeit. Ohne sie wäre es Hannes nicht gelungen, Kurt in die Gruppe aufnehmen zu lassen. Ihre Stärke ist auch optisch sichtbar; Maria überragt die meisten Mitglieder der Bande um Kopfeslänge. Sie ist allerdings das einzige weibliche Mitglied der Gruppe. In der oben beschriebenen Szene, als Kurt seine Blase entleeren muss, hat sie als einzige den Mut, Kurts Hose zu öffnen, seinen Penis herauszuholen und hinterher die Hose wieder zu schließen.
Im Vergleich etwa zu Kurts Mutter, die als „Heimchen am Herd“ dargestellt wird (was z. T. aber durchaus auf den damaligen Zeitgeist zurückgeführt werden kann), tritt Maria den Bandenmitgliedern gegenüber gleichberechtigt auf, ist genauso vorlaut wie die männlichen Krokodiler und kann sich auch körperlich durchsetzen.

### Ausländer
Die Ausländerkinder, die im Film thematisiert werden, stammen aus Italien. Sie treten immer in der Gruppe auf und erfüllen das Klischee „Ausländer“ durch ihre dunkle Haarfarbe. Die Wortführer der Krokodiler nehmen sie nicht als gleichberechtigte Individuen wahr, lösen damit aber auch Kontroversen innerhalb der Gruppe aus (Zitat: „Diese blöden Makkaronis haben mir gerade noch gefehlt. Haut ab!“ –  „Wieso denn?“ […] „Der Weg ist doch für alle da!“). Zwar haben die Krokodiler und auch z. T. die Erwachsenen – so etwa Kurts Mutter – Gewissensbisse, als sie erfahren, dass die Kinder der Polizei in die Hände gefallen sind, obwohl sie ja „nur“ gestohlen haben, was andere schon vor ihnen gestohlen hatten. Andererseits bestätigen die Ausländerkinder durch diesen Diebstahl auch das Vorurteil des Großteils der Erwachsenen, die ja „die Ausländer“ immer schon im Verdacht hatten.

### Arbeitslosigkeit
Im Gegensatz zur Buchvorlage tritt das Thema Arbeitslosigkeit bzw. Arbeitsknappheit, das Max von der Grün in seinem Buch beim Namen nannte, hier in den Hintergrund.

## Darsteller
Für die Darsteller der Kinder wurden aus 200 Schülern Laien ausgewählt, die – bis auf Birgit Komanns, die Darstellerin Kurts – allesamt aus der Umgebung des Drehorts Bracht stammen. Damit wurden die jugendlichen Darsteller mit Personen besetzt, die am eher ländlich geprägten Niederrhein nahe der deutsch/niederländischen Grenze aufgewachsen waren. Das dem Film zugrunde liegende Buch von Max von der Grün spielt jedoch in einer Vorstadt von Dortmund. Diese Diskrepanz erkennt allerdings der Betrachter des Films nicht.
Die Erwachsenenrollen wurden durchweg mit namhaften Schauspielern besetzt.
Birgit Komanns wurde von Oliver Rohrbeck synchronisiert, weil ihre sprachliche Ausdruckskraft nicht hinreichend überzeugte.

### Dokumentation über die Darsteller
1981 erstellte der Regisseur Wolfgang Becker unter dem Titel Bleibt knackig, Freunde! eine Dokumentation über die damaligen Darsteller und deren Werdegang.

## Drehorte
Die Wohnhäuser und Straßenszenen wurden in Bracht und dem nahen Brüggen gedreht. Die Brachter Schillerstraße wurde zur „Silberstraße“ in der „Papageiensiedlung“. Der markante „Coop“-Supermarkt am Weizer Platz, vor dem Kurt von Egon aus dem Rollstuhl gestürzt wird, steht inzwischen leer. Das Baumhaus der Bande stand am Pastors Weiher im Brachter Wald, der Minigolfplatz befindet sich am Hariksee. Das Schulfest wurde auf Schloss Krickenbeck gedreht, welches damals leerstand und heute als Tagungsstätte genutzt wird. Die Ziegelei, deren authentischer Abriss im Film zu sehen ist, stand an der Brachter Stiegstraße zwischen Holtweg und Katers Feld; dort befindet sich heute das Gelände der Speditionsfirma Maske. Dem Polizeirevier stand jenes in Kaldenkirchen Pate.

## Musik
Die Filmmusik wurde überwiegend, wie in den Produktionen Wolfgang Beckers jener Zeit üblich, der zeitgenössischen Pop- und Rockmusik entlehnt.
Das Titellied ist Amada mia, amore mio von El Pasador. Durchgängiges Thema ist der Titel Fools von Deep Purple. Weiterhin ist mit Catch the Rainbow, Blues oder Mistreated die Live-LP On Stage von Rainbow prominent vertreten. Mit School, Bloody Well Right und Rudy gibt die LP Crime of the Century von Supertramp ein Gastspiel, weitere Werke sind To One in Paradise und Arrival (entnommen der LP Tales of Mystery and Imagination von The Alan Parsons Project) oder Time Has Come Today von den Chambers Brothers. Als Kurt mit Hannes und Maria zum ersten Mal bei der Ziegelei auftauchen und in der Szene, als die Kinder die Polizeiwache betreten, wird kurzzeitig die Filmmusik des Westerns Zwölf Uhr mittags (The Tin Star) von Dimitri Tiomkin angespielt.

## Kritiken, Auszeichnungen, Nachwirkung
„Ein überhaupt nicht sentimentales Loblied auf die Solidarität hat Max von der Grün geschrieben, was viel mit dem Spiel der jungen Laiendarsteller zu tun hat: keine gelackten Trotzköpfchen, sondern Kinder mit einer authentischen Sprache und bedrängenden Problemen. Wolfgang Becker hat das alles mit leichtem ,Tatort‘-Touch inszeniert, mit gelegentlich allzu routinierten Spannungseffekten, doch ohne sich beim Publikum anbiedernde Rührseligkeit.“

1978 erhielt Autor Max von der Grün den Preis der Prager Fernsehzuschauer und Wolfgang Becker die Goldene Kamera für die Regie. Der Film wurde 2009 von der Filmbewertungsstelle Wiesbaden mit dem Prädikat „besonders wertvoll“ ausgezeichnet.
Bei vielen Erwachsenen, die in den 1970er Jahren Kind waren, sind Die Vorstadtkrokodile nach wie vor beliebt; in entsprechenden Internetforen erscheint der Titel immer wieder auf der Wunschliste der Filme, die wieder einmal im Fernsehen gezeigt werden sollten.

## Veröffentlichung
Eine Kopie des im 16-mm-Format gedrehten Films wurde von Matthias-Film auf DVD vornehmlich für pädagogische Zwecke herausgegeben und war lange Zeit die einzige Möglichkeit, den Originalfilm außerhalb der Wiederholungen im Fernsehen zu sichten. Für die Filmbildstellen wurden im Originalformat nur 20 Kopien gezogen. Eine Kopie (allerdings in mangelhafter Bild- und Tonqualität) befindet sich beim Landesfilmdienst Nordrhein-Westfalen.
Seit dem 27. Mai 2011 ist der Film inklusive der Dokumentation von 1981 bei ARD-Video erschienen und auf DVD erhältlich.